# Clifford Robinson
Clifford Ralph «Cliff» Robinson (Búfalo, Nueva York, 16 de diciembre de 1966-Portland, Oregón, 29 de agosto de 2020) fue un jugador de baloncesto estadounidense que disputó 18 temporadas en la NBA. Con 2,08 metros de altura, jugaba en la posición de ala-pívot.

## Trayectoria deportiva

### Universidad
Robinson jugó durante 4 años en las filas de la Universidad de Connecticut, donde, tras un primer año con muy pocos minutos, emergió en los tres restantes, terminando por promediar 15,63 puntos y 6,1 rebotes por partido.

### NBA
Fue elegido en el Draft de la NBA de 1989 en el puesto número 9 de la segunda ronda (puesto 36 total) por los Portland Trail Blazers. Considerado un jugador polivalente, que podía jugar tanto en el perímetro como cerca del aro, y siendo un excelente defensor, no contó con la confianza total de sus entrenadores en sus primeros años en Oregón, a pesar de que sus cifras eran muy prometedoras (en su primera temporada promedió más de 9 puntos por partido en tan solo 19 minutos de juego). No fue hasta su cuarta temporada cuando ya, saliendo de titular, sus cifras se acercaron (y superaron posteriormente) a los 20 puntos por partido. Comenzó a despuntar desde la línea de 3 puntos, llegando incluso a participar en el concurso de triples del All-Star Weekend de 1996. Demostró también ser un jugador de los que no se rompen fácilmente, acumulando 461 partidos jugados consecutivamente con los Blazers, recod absoluto de la franquicia.
En 1993 recibió el premio al Mejor Sexto Hombre del Año, consiguiendo desde el banquillo unas estadísticas de 19,1 puntos, 6,6 rebotes y 2 tapones por partido. En la temporada siguiente, sus cifras incluso mejoraron, consiguiendo jugar ese año el All-Star Game.
Tras ocho temporadas en Portland, en 1997 ficha como agente libre por los Phoenix Suns, donde permanecería durante 4 temporadas. Su mayor logro en Arizona lo consiguió el 16 de enero de 2000, al anotar 50 puntos contra los Denver Nuggets, su máximo en toda su carrera.
Con 35 años es traspasado a Detroit Pistons, donde, a pesar de su edad, juega prácticamente todos los partidos de las dos temporadas que permaneció allí como titular indiscutible. En el verano de 2003 es traspasado, junto con Pepe Sánchez a los Golden State Warriors, a cambio de Bob Sura. Finalmente, a mediados de 2005 es de nuevo traspasado a los New Jersey Nets, equipo ,en el cual, a pesar de sus 40 años de edad, siguió disputando más de 20 minutos por encuentro. En julio de 2007 es cortado por los Nets.
Como anécdota fue el primer defensor al que se enfrentó Pau Gasol en su debut en la NBA el 1 de noviembre de 2001, cuando militaba en los Detroit Pistons.
Al término de su carrera, se encontraba dentro de los 50 Máximos anotadores de la Historia de la NBA.

## Fallecimiento
Falleció el 29 de agosto de 2020 fruto de una hemorragia cerebral acaecida semanas antes.

## Estadísticas de su carrera en la NBA

### Temporada regular
| Año      | Equipo       | PJ   | PT  | MPP  | %TC  | %3P  | %TL  | RPP | APP | ROB | TPP | PPP  |
| -------- | ------------ | ---- | --- | ---- | ---- | ---- | ---- | --- | --- | --- | --- | ---- |
| 1989-90  | Portland     | 82   | 0   | 19.1 | .397 | .273 | .550 | 3.8 | .9  | .6  | .6  | 9.1  |
| 1990-91  | Portland     | 82   | 11  | 23.7 | .463 | .316 | .653 | 4.3 | 1.8 | 1.0 | .9  | 11.7 |
| 1991-92  | Portland     | 82   | 7   | 25.9 | .466 | .091 | .664 | 5.1 | 1.7 | 1.0 | 1.3 | 12.4 |
| 1992-93  | Portland     | 82   | 12  | 31.4 | .473 | .247 | .690 | 6.6 | 2.2 | 1.2 | 2.0 | 19.1 |
| 1993-94  | Portland     | 82   | 64  | 34.8 | .457 | .245 | .765 | 6.7 | 1.9 | 1.4 | 1.4 | 20.1 |
| 1994-95  | Portland     | 75   | 73  | 36.3 | .452 | .371 | .694 | 5.6 | 2.6 | 1.1 | 1.1 | 21.3 |
| 1995-96  | Portland     | 78   | 76  | 38.2 | .423 | .378 | .664 | 5.7 | 2.4 | 1.1 | .9  | 21.1 |
| 1996-97  | Portland     | 81   | 79  | 38.0 | .426 | .346 | .696 | 4.0 | 3.2 | 1.2 | .8  | 15.1 |
| 1997-98  | Phoenix      | 80   | 64  | 29.5 | .479 | .321 | .689 | 5.1 | 2.1 | 1.2 | 1.1 | 14.2 |
| 1998-99  | Phoenix      | 50   | 35  | 34.8 | .475 | .417 | .697 | 4.5 | 2.6 | 1.5 | 1.2 | 16.4 |
| 1999-00  | Phoenix      | 80   | 67  | 35.5 | .464 | .370 | .782 | 4.5 | 2.8 | 1.1 | .8  | 18.5 |
| 2000-01  | Phoenix      | 82   | 82  | 33.5 | .422 | .361 | .709 | 4.1 | 2.9 | 1.1 | 1.0 | 16.4 |
| 2001-02  | Detroit      | 80   | 80  | 35.7 | .425 | .378 | .694 | 4.8 | 2.5 | 1.1 | 1.2 | 14.6 |
| 2002-03  | Detroit      | 81   | 69  | 34.9 | .398 | .336 | .676 | 3.9 | 3.3 | 1.1 | 1.1 | 12.2 |
| 2003-04  | Golden State | 82   | 82  | 34.7 | .387 | .357 | .711 | 4.1 | 3.3 | .9  | .9  | 12.2 |
| 2004-05  | Golden State | 42   | 29  | 26.0 | .398 | .331 | .603 | 2.7 | 1.8 | 1.0 | .9  | 8.5  |
| 2004-05  | New Jersey   | 29   | 0   | 20.7 | .361 | .379 | .692 | 3.3 | 1.0 | .6  | .5  | 6.0  |
| 2005-06  | New Jersey   | 80   | 13  | 23.3 | .427 | .343 | .658 | 3.3 | 1.1 | .6  | .5  | 6.9  |
| 2006-07  | New Jersey   | 50   | 1   | 19.1 | .372 | .379 | .444 | 2.4 | 1.0 | .2  | .5  | 4.1  |
| Total    | Total        | 1380 | 844 | 30.8 | .438 | .356 | .689 | 4.6 | 2.2 | 1.0 | 1.0 | 14.2 |
| All-Star | All-Star     | 1    | 0   | 18.0 | .625 | .000 | –    | 2.0 | 5.0 | 1.0 | .0  | 10.0 |

### Playoffs
| Año   | Equipo     | PJ  | PT | MPP  | %TC  | %3P  | %TL   | RPP | APP | ROB | TPP | PPP  |
| ----- | ---------- | --- | -- | ---- | ---- | ---- | ----- | --- | --- | --- | --- | ---- |
| 1990  | Portland   | 21  | 6  | 18.6 | .358 | .000 | .558  | 4.1 | 1.1 | .9  | 1.1 | 6.5  |
| 1991  | Portland   | 16  | 0  | 22.1 | .538 | .333 | .551  | 3.9 | 1.1 | .4  | 1.0 | 10.3 |
| 1992  | Portland   | 21  | 0  | 24.9 | .462 | .167 | .571  | 4.2 | 2.0 | 1.0 | 1.0 | 10.8 |
| 1993  | Portland   | 4   | 0  | 32.8 | .262 | .000 | .409  | 4.3 | 1.5 | 1.5 | 1.8 | 10.3 |
| 1994  | Portland   | 4   | 4  | 37.3 | .412 | .222 | .875  | 6.3 | 2.5 | .8  | 1.5 | 16.3 |
| 1995  | Portland   | 3   | 3  | 39.7 | .362 | .235 | .563  | 6.3 | 2.7 | .7  | .3  | 15.7 |
| 1996  | Portland   | 5   | 5  | 36.2 | .344 | .261 | .757  | 3.6 | 1.6 | 1.4 | 1.0 | 15.2 |
| 1997  | Portland   | 4   | 4  | 40.3 | .362 | .188 | .688  | 6.8 | 3.0 | .5  | 1.0 | 12.0 |
| 1998  | Phoenix    | 4   | 4  | 23.0 | .273 | .000 | .778  | 3.0 | .8  | .8  | .5  | 6.3  |
| 1999  | Phoenix    | 3   | 3  | 39.0 | .475 | .222 | .636  | 5.3 | 2.7 | 2.0 | .3  | 15.7 |
| 2000  | Phoenix    | 9   | 9  | 37.0 | .386 | .325 | .733  | 6.0 | 2.1 | 1.2 | .8  | 17.6 |
| 2001  | Phoenix    | 4   | 4  | 28.5 | .420 | .250 | .636  | 4.0 | 1.0 | 1.5 | .5  | 15.0 |
| 2002  | Detroit    | 10  | 10 | 40.9 | .363 | .340 | .800  | 3.0 | 2.9 | 1.8 | 1.9 | 13.2 |
| 2003  | Detroit    | 17  | 17 | 30.8 | .358 | .373 | .595  | 2.7 | 2.9 | .9  | .8  | 9.3  |
| 2005  | New Jersey | 4   | 0  | 17.8 | .407 | .286 | 1.000 | 2.5 | 1.3 | .8  | .3  | 7.0  |
| 2006  | New Jersey | 8   | 0  | 24.8 | .333 | .316 | .800  | 3.3 | .6  | 1.1 | .4  | 4.5  |
| 2007  | New Jersey | 4   | 0  | 5.0  | .167 | .500 | .0    | .0  | .0  | .3  | .0  | .8   |
| Total | Total      | 141 | 69 | 27.6 | .393 | .298 | .629  | 3.9 | 1.8 | 1.0 | .9  | 10.3 |